# Danilo Fernandes
Danilo Fernandes Batista (Guarulhos, 3 aprile 1988) è un calciatore brasiliano, portiere del Bahia.

## Palmarès
- Campionato paulista: 2

Corinthians: 2009, 2013
- Coppa del Brasile: 1

Corinthians: 2009
- Campionato brasiliano: 1

Corinthians: 2011
- Coppa Libertadores: 1

Corinthians: 2012
- Coppa del mondo per club FIFA: 1

Corinthians: 2012
- Recopa Sudamericana: 1

Corinthians: 2013
- Recopa Gaucha: 1

Internacional: 2017
- Campionato Baiano: 2

Bahia: 2023, 2025